# Henri Jouffroy (homme politique)
Pour les articles homonymes, voir Jouffroy.
Henri Jouffroy, né le 31 août 1900 à Chissey-sur-Loue (Jura) et mort le 27 novembre 1995 à Dole (Jura), est un homme politique français.

## Biographie
Issu d’une vieille famille franc-comtoise, Henri Jouffroy naît le 31 août 1900 à Chissey-sur-Loue. Après le Certificat d'études, il fréquente l'école du bois à Mouchard (Jura), mais son parcours scolaire est interrompu en septembre 1918 lorsque ce dernier choisit de s’engager volontairement dans l’armée pour une durée de quatre ans. À son retour dans la vie civile, Henri Jouffroy prend la tête de l'exploitation agricole familiale et se lance en parallèle dans la télégraphie sans fil (TSF). Ses responsabilités locales l’amènent à partir des années 1930 à présider le syndicat des eaux du Val d’Amour, celui de l’assainissement de la Loue, la caisse locale de crédit agricole de Montbarrey et la caisse locale des assurances mutuelles de Bourgogne-Franche-Comté. Après la Libération, Henri Jouffroy assume en outre des responsabilités politiques : de 1947 à 1974, il est élu maire de Chissey-sur-Loue. De 1949 à 1973, il siège également au conseil général du Jura (canton de Montbarrey).  
En 1968, Jacques Duhamel, alors maire de Dole et député sortant de la 2e circonscription du département, propose à Henri Jouffroy d’être son suppléant et de défendre avec lui les couleurs de Progrès et Démocratie moderne. Les deux hommes se placent très largement en tête du premier tour en recueillant 48,5 % des suffrages exprimés contre 28,3 % pour le candidat de l’UDR Robert Grossmann, 14,3 % pour le communiste Maurice Faivre-Picon, 5,9 % pour le socialiste Jean Cordier et 1,9 % pour Alain Deshayes du PSU. Bénéficiant de leur très large avance et du retrait du candidat gaulliste, Jacques Duhamel et Henri Jouffroy remportent une victoire sans appel avec plus de 70,5 % des voix. 
En 1969, Jacques Duhamel est appelé par Georges Pompidou au poste de ministre de l’Agriculture. Henri Jouffroy le remplace à l’Assemblée à partir du 24 juillet 1969. Il s’inscrit au groupe Progrès et démocratie moderne. Dès son arrivée au Palais-Bourbon, il accède à la commission de la production et des échanges qu’il quitte en juin 1970 pour celle des lois constitutionnelles, de la législation et l’administration générale de la République, à laquelle il siège pendant trois mois avant de retrouver la Commission de la production et des échanges où il demeure jusqu’à la fin de la législature. Le député de Dole est également membre de la commission spéciale chargée d’examiner la proposition puis le projet de loi d’orientation du commerce en 1972. Il dépose enfin une proposition de loi relative à l’attribution de congés aux parents adoptifs à l'occasion de l’arrivée au foyer de l’enfant adopté en juin 1971. 
Lors des grands scrutins de la législature, il vote dans un sens favorable aux gouvernements, qu’il s’agisse du renforcement de la garantie des droits individuels des citoyens du 28 mai 1970, de la loi Pleven dite « anticasseurs » du 4 juin 1970, de la réduction du service national à douze mois du 10 juin 1970, des déclarations de politique générale du gouvernement Chaban-Delmas des 15 octobre 1970 et 24 mai 1972 ou du vote sur la création des régions le 27 avril 1972.
En 1973, Jacques Duhamel se présente à nouveau aux électeurs de Dole sous l’étiquette Centre Démocratie et Progrès avec, toujours pour suppléant, Henri Jouffroy. Ils obtiennent 29 597 voix sur 60 045 soit un score de 49,3 %, se plaçant ainsi loin devant le socialiste Jean-Pierre Santa Cruz (18,6 % des suffrages exprimés), le communiste Pierre Genestier (16 %), le Centre Indépendant Emile Fumey (7,2 %), le Radical socialiste Robert Potier (6,3 %) et Gérard Jeannin de Lutte Ouvrière (2,6 %). Au second tour, malgré l’unité de la gauche, Jacques Duhamel bat son adversaire socialiste en remportant 58,1 % des voix.
Le 8 juillet 1977, le député de Dole s’éteint à l’âge de 52 ans des suites d’une sclérose en plaques. Henri Jouffroy est appelé à le remplacer à l’Assemblée. Il s’inscrit au groupe des réformateurs, des centristes et des démocrates sociaux et rejoint la Commission des affaires culturelles, familiales et sociales. S’il ne prend pas la parole en séance publique au cours de ces quelques mois, Henri Jouffroy siège comme membre suppléant ou titulaire de plusieurs commissions mixtes paritaires sur des sujets plutôt sociaux (le statut des salariés candidats ou élus à l'Assemblée nationale ou au Sénat, la réforme hospitalière, la généralisation de la sécurité sociale, le personnel exerçant dans des établissements spécialisés pour enfants et adolescents handicapés). 
Henri Jouffroy s’éteint le 27 novembre 1995 à l’âge de 95 ans. Il était Chevalier de la Légion d'honneur, Officier du Mérite national, du Mérite agricole, de l’ordre des Palmes académiques et décoré de la médaille d’argent communale et départementale. 

## Mandats électifs
- 1947 - 1974 : Maire de Chissey-sur-Loue
- 1949 - 1973 : Conseiller Général du Jura
- 1969 - 1973 : Député du Jura
- 1977 - 1978 : Député du Jura